# Špionica Donja
Špionica Donja (en cyrillique : Шпионица Доња) est un village de Bosnie-Herzégovine. Il est situé dans la municipalité de Srebrenik, dans le canton de Tuzla et dans la fédération de Bosnie-et-Herzégovine. Selon les premiers résultats du recensement bosnien de 2013, il compte 916 habitants.

## Histoire
Dans le village, le konak Suljagić, un konak qui remonte au XIXe siècle, est inscrit sur la liste des monuments nationaux de Bosnie-Herzégovine. La vieille mosquée du village, construite vers 1870, est également inscrite avec sa « cour intérieure » (en bosnien : harem).

## Démographie

### Évolution historique de la population dans la localité
| 1948 | 1953 | 1961  | 1971 | 1981 | 1991 | 2013 |
| ---- | ---- | ----- | ---- | ---- | ---- | ---- |
| -    | -    | 1 394 | 692  | 820  | 821  | 916  |

|  |

### Communauté locale
En 1991, la communauté locale de Špionica Donja comptait 1 205 habitants, répartis de la manière suivante :